# 皂土
皂土（英語：bentonite），也称膨土、膨润土，是硅酸铝粘土吸收剂，主要由蒙脱石构成。英文名是1898年由Wilbur C. Knight根据罗克里弗的白垩纪本顿页岩命名的。